# 隆巴德 (蒙大拿州)
隆巴德（英語：Lombard）是位於美國蒙大拿州布羅德沃特縣的鬼鎮。

## 歷史
隆巴德的郵局於1896年設立，其後於1957年停運。

## 地理
隆巴德所處的海拔為高於海平面1218米（即3996英呎），而該地所採用的時區為UTC-7，即北美山地時區（MST）。同時該地設有夏令時間，為UTC-7調快一小時，即UTC-6（MDT）。